# 中川重政
中川重政（生年不詳－卒年不詳）是日本戰國時代至安土桃山時代武將。通稱八郎右衛門尉、織田駿河守。別名忠政。弟弟有津田盛月、木下雅樂助等。
父親是織田刑部大輔，因此可能是織田信長的叔父信次的孫兒，但是這個說法在年份上顯得相當不正常，沒有定論。

## 生平
最初仕於信長，因為在信長統一尾張時有所貢獻而被任命為黑母衣眾。在永祿11年（1568年）9月信長上洛以後，以京畿所務擔當者的身份頻繁地與明智光秀、木下秀吉、丹羽長秀等人簽下連判狀，不過在永祿12年（1569年）進攻大河內城時是信長的馬廻之一，因此於軍事層面上與以上的重臣們有很大隔膜。此後，在永祿13年（1570年）信長為了防備六角義賢的殘黨而在琵琶湖周邊的城池配置重臣之際被任命守衛安土，此時終於被提升到部隊指揮官的地位。
在此時因為與長光寺城的柴田勝家的領地鄰接，於是捲入複雜的權力鬥爭，後來因為弟弟津田盛月殺害勝家側的代官而觸怒信長，於是與弟弟一同被改易，被流放到德川家康之下和受到蟄居處分。此時剃髪並自號土玄。在元龜3年（1572年）12月的三方原之戰中跟隨家康與武田信玄的軍勢戰鬥。
在天正元年（1573年）被信長赦免罪行並召還。後來被信長任命為安土城城代，不過不能回復到以前的地位，以後都沒能在合戰等舞台中有亮眼的表現。在信長死後仕於織田信雄，於天正12年（1584年）的小牧長久手之戰中跟隨信雄守備犬山城，不過被池田恒興攻撃而戰敗。此後行蹤不明。
兒子光重因為是前田利家的女婿而仕於加賀藩。而同樣仕於加賀藩的津田正勝被視為重政的弟弟。